# Chemseks
Chemseks (ang. chemsex, party and play, high and horny) - aktywność seksualna podejmowana pod wpływem narkotyków, przyjmowanych w celu przedłużenia czasu trwania stosunku płciowego i intensyfikacji doznań seksualnych. Pojęcie to stosuje się w szczególności w odniesieniu do mężczyzn mających kontakty seksualne z mężczyznami, a zjawisko to występuje przede wszystkim w środowiskach gejowskich w większych miastach. Określenie chemseks dotyczy narkotyków przyjmowanych doustnie, donosowo lub doodbytniczo; w przypadku substancji przyjmowanych dożylnie używa się określenia slamseks.
Angażowanie się w chemseks może prowadzić do uzależnienia chemicznego od substancji psychoaktywnych, uzależnienia behawioralnego od tego typu aktywności seksualnej oraz stopniowej degradacji życia społecznego. Jest on też poważnym zagrożeniem dla zdrowia, ze względu na zwiększenie ryzyka zapadnięcia na choroby przenoszone drogą płciową oraz pogorszenie zdrowia psychicznego wynikające z okresu pogorszonego nastroju występującego po przyjęciu środków odurzających.
Narkotyki zażywane podczas chemseksu to najczęściej: kokaina, GHB/GBL, ketamina, metamfetamina lub katynony (mefedron, 4-MEC, 4-MMC, 3-MMC, 3-CMC itd.). Katynon to substancja psychoaktywna zawarta w khat, afrykańskim krzewie; kiedy stworzono syntetyczne katynony, zjawisko chemseksu w środowisku MSM zyskało na znaczeniu.
W 2015 roku powstał film dokumentalny Chemsex opisujący to zjawisko.

## Stadia chemseksu
Podczas badań Platteu i współpracowników w 2019 roku wyróżniono liniowy model sześciu stadiów chemseksu:
1. Samotność i pustka - stan silnego poczucia alienacji i znacznie obniżonego nastroju
2. Poszukiwanie kontaktów społecznych - nawiązywanie kontaktów z rodziną czy przyjaciółmi i/lub poszukiwanie przygodnego seksu
3. Intensyfikacja kontaktów seksualnych - aktywne spotykanie się w celu uprawiania seksu o maksymalnie zwiększonej intensywności i czasie trwania (współcześnie znacznie ułatwione, ze względu na dostęp do internetowych serwisów randkowych)
4. Kontakty chemseksualne - przyzwolenie na tego typu zachowania w środowisku MSM prowadzi do inicjacji seksualnej pod wpływem substancji psychoaktywnych; narkotyki znoszą zahamowania jednostki
5. Problematyczny chemseks - pojawiają się uzależnienia, a inne sprawy w życiu tracą na znaczeniu
6. Poważne konsekwencje zdrowotne związane z chemseksem - zakażenie chorobami przenoszonymi drogą płciową i znaczne pogorszenie zdrowia psychicznego; wychodzenie z ról społecznych